# Chi Persei

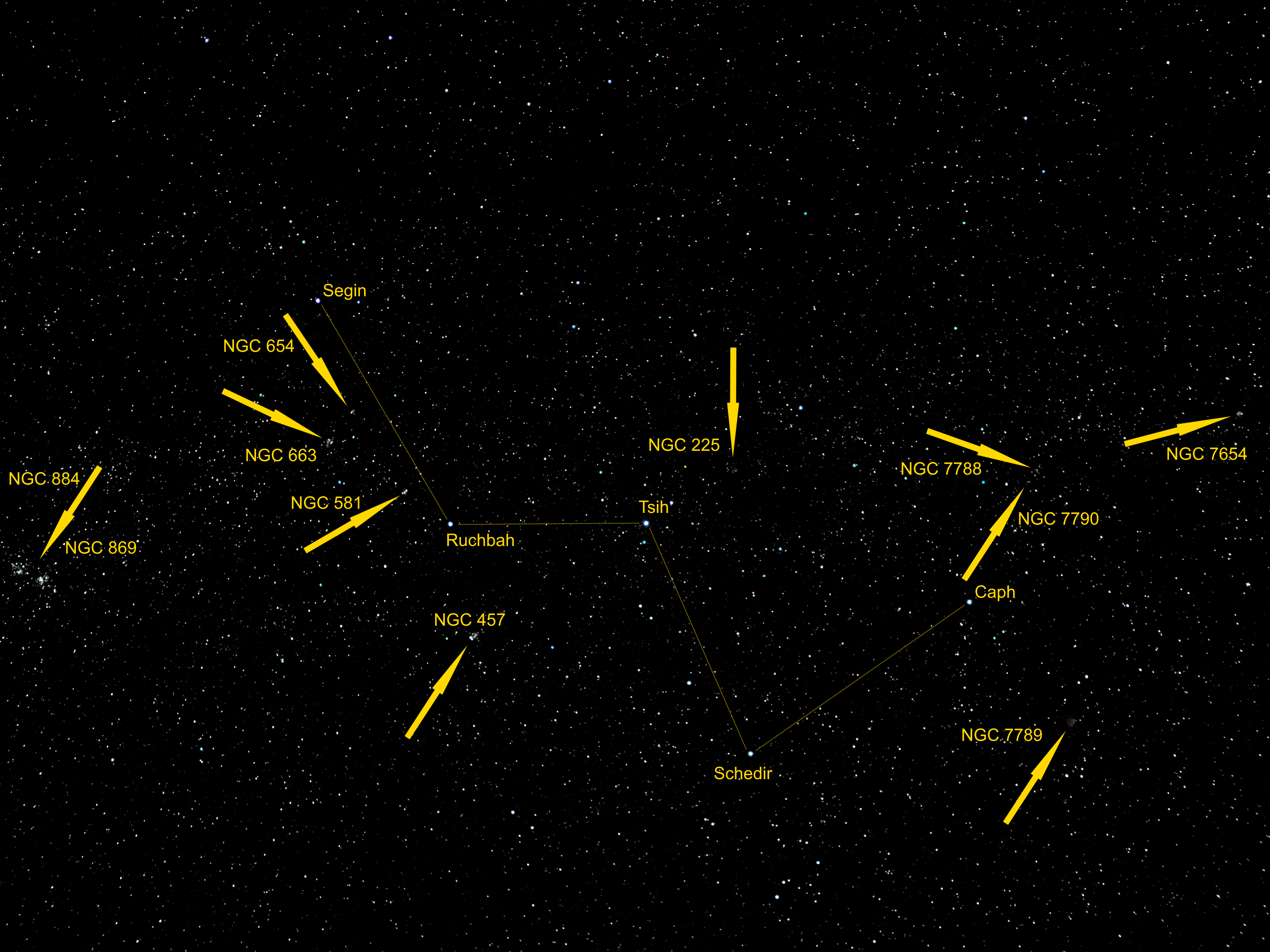
Das Sternbild Kassiopeia mit der Lage der Doppelsternhaufen χ Persei (NGC 884) und h Persei (NGC 869) sowie der Sternhaufen NGC 654, NGC 663, NGC 581, NGC 457, NGC 225, NGC 7788, NGC 7790, NGC 7789 und NGC 7654.

χ Persei (Chi Persei, auch als NGC 884 bezeichnet) ist ein 6,1 mag heller offener Sternhaufen mit einer Winkelausdehnung von 30 Bogenminuten im Sternbild Perseus am Nordsternhimmel. Chi Persei liegt im Abstand von nur ca. 25 Bogenminuten neben dem Sternhaufen h Persei und ist mit bloßem Auge als schwaches Nebelfleckchen zu sehen. 
Beide Sternhaufen sind relativ jung, ihr Alter wird je nach Methode auf 6 bis 13 Millionen Jahre geschätzt.
Chi Persei wurde im Jahr 130 v. Chr. von dem griechischen Astronomen Hipparch entdeckt. Das Objekt wurde lange für einen Stern gehalten und fand so auch Einzug in die Uranometria von Johann Bayer. Der deutsch-britische Astronom William Herschel beobachtete es am 1. November 1788. Im Caldwell-Katalog teilt sich NGC 884 zusammen mit seinem Nachbarsternhaufen die Nummer 14.

## Sterne (Auswahl)
| Name        | scheinbare Helligkeit | Spektral- klasse | Eigenbewegung (mas/a) Rektaszension | Eigenbewegung (mas/a) Deklination | Entfernung (Lj) |
| ----------- | --------------------- | ---------------- | ----------------------------------- | --------------------------------- | --------------- |
| HD 14433    | 6,48                  | A1 Ia            | −0,46                               | −0,91                             | 9300            |
| HD 14542    | 6,98                  | B8.0 I           | −0,77                               | −0,94                             | 9600            |
| HD 14443    | 7,69                  | BC2 Ib           | −0,59                               | −0,95                             | 9300            |
| AD Persei   | 7,85                  | M3 Iab           | −0,07                               | −1,42                             | 7100            |
| FZ Persei   | 7,96                  | M1 Iab           | −0,70                               | −1,22                             | 7400            |
| V439 Persei | 8,17                  | M0.5 Iab         | −0,31                               | −0,92                             | 7200            |

## Umgebendes Halo
ESO-Astronomen haben 2019 die Sternfelder rund um Chi Persei untersucht. Demnach ist der Sternhaufen – ebenso wie sein Nachbar h Persei – von einem Halo umgeben, der 6–8 mal größer als der Haufen selbst ist. Darin finden sich Filamente, die bis zu 200 pc weit reichen und Überreste von primordialen Strukturen sind. Die Gezeitenkräfte, die zur allmählichen Auflösung solcher Sternentstehungsgebiete führen, sind komplexer als früher angenommen.